# Zilveren Kruis
Zilveren Kruis is een Nederlandse zorgverzekeraar, opgericht in 1949 door Frans Schrijver te Woerden. Het bedrijf maakt deel uit van Achmea en is gevestigd in Leiden.

## Geschiedenis
Het Zilveren Kruis is in 1985 met de Coöperatieve Vereniging Gezondheidszorg Centrum Nederland u.a. (VGCN) gefuseerd. In 1992 ontstond de Avéro-Centraal Beheer Groep (AVCB), een van de voorlopers van Achmea. Het Zilveren Kruis is in 1995 met de AVCB-groep gefuseerd, waardoor de Achmea Groep officieel ontstond. De Achmea Groep heeft een coöperatieve achtergrond waarbij ieder merk zelfstandig onder de vlag van Achmea blijft bestaan. In 2001 werd aan Zilveren Kruis de naam van moedermaatschappij Achmea toegevoegd, waarmee het officieel Zilveren Kruis Achmea ging heten, maar de toevoeging Achmea is op 1 juni 2015 weer vervallen. De naam is sindsdien weer Zilveren Kruis.

## Zorg
Zilveren Kruis behoort met De Friesland, Interpolis, De christelijke zorgverzekeraar en FBTO tot de zorgmerken van Achmea. Zilveren Kruis is het grootste zorgmerk van Achmea en is geconcentreerd in Apeldoorn, Leeuwarden, Leiden en Zeist. Het kantoor in Zwolle is in 2019 gesloten en naar Apeldoorn, naar de Achmea Campus, en Leeuwarden verhuisd, naar de Achmeatoren. De vestigingen in Rotterdam en Meppel zijn in 2007 en 2008 gesloten. Agis Zorgverzekeringen hoorde vanaf 1 januari 2008 ook tot Achmea, waarmee Achmea met ongeveer 5,5 miljoen klanten in het zorgsegment marktleider in zorgverzekeringen werd. Agis is op 1 januari 2015 in het Zilveren Kruis opgegaan.